# 한일화학공업
한일화학공업 주식회사는 1972년에 설립된 화학 기업으로, 본사는 충청남도 당진시 석문면 산단3로6길 47에 위치해 있다.

## 사업장 현황
- 본사: 충청남도 당진시 석문면 산단3로6길 47
- 서울사무소: 서울특별시 강남구 선릉로 612 한일빌딩 3층
- 부산사무소: 부산광역시 연제구 중앙대로1124번길 15, 102-211호 (연산동 에스케이뷰)